# Anna Gmeyner
Anna Wilhelmine Gmeyner (Viena, 16 de março de 1902 – York, 3 de janeiro de 1991) foi uma roteirista, dramaturga e escritora austríaca exilada na Alemanha. Seu trabalho mais conhecido é a peça Manja (1939).
Escreveu sob os pseudônimos de Anna Reiner e Anna Morduch. Sua filha, Eva Ibbotson, também se tornaria escritora, escrevendo livros para crianças.

## Biografia
Anna nasceu em 1902, em Viena, em uma família de judeus liberais. Seu pai, Rudolf Gmeyner, era advogado e Anna cresceu em uma casa dedicada às atividades intelectuais, da qual ela fazia parte. Um dos amigos da família era Sigmund Freud. Tendo estudado em Viena, a partir de 1920, ela se mudou para Berlim em 1925. Casou-se com o médico Berthold P. Wiesner, controverso e pioneiro em tratamento de infertilidade humana, que tinha sido acusado de fertilizar mulheres seu próprio esperma em sua clínica em Londres.
A única filha do casal, Eva (nascida Maria Charlotte Michell Wiesner), nasceu pouco antes do caso se descoberto. A família então se mudou para a Escócia, em 1926, onde ele recebeu uma oferta de emprego na Universidade de Edimburgo. Foi neste período em que Anna teve inspiração de escrever uma peça sobre a greve dos mineiros escoceses.
O casal se separou em 1928 e ela retornou para Berlim, onde começou a escrever peças de teatro. Seu primeiro trabalho era uma peça infantil chamada The Great and Little Claus e um trabalho sobre a situação dos mineiros escoceses.

## Exílio
Com a chegada ao poder dos nazistas, em 1933, Anna fugiu de Berlim onde seu trabalho tinha sido banido. Mudou-se então para Paris, onde começou a trabalhar com a produção de filmes, tendo trabalhado com Bertolt Brecht e escrevendo roteiros para G. W. Pabst. Foi em Paris que ela conheceu seu segundo marido, o filósofo russo Jascha Morduch.
Conforme a guerra se aproximava de Paris, o casal se mudou para a Inglaterra, onde Anna começou a trabalhar com literatura do exílio, trabalhos pelos quais ela é mais conhecida. Em 1938, ela escreveu Manja, enquanto morava com a família em Londres. O livro fala sobre a vida no exílio. O livro foi publicado pela primeira vez em Amsterdã, em 1939, antes de ser publicado em inglês como Five Destinies, nos Estados Unidos e The Wall, no Reino Unido.
Entre 1940 e 1950, Anna e o marido moraram em Berkshire. Jascha morreu em 1950 e Anna começou a escrever sob o pseudônimo de Anna Morduch, publicando biografias, histórias religiosas, poesias e romances.

## Morte
Anna morreu em 3 de janeiro de 1991, em York, aos 88 anos.